# Ronald Kampamba
Ronald Kampamba (ur. 26 maja 1994 w Kitwe) – zambijski piłkarz grający na pozycji napastnika. Od 2022 jest zawodnikiem klubu Kansanshi Dynamos FC.

## Kariera klubowa
Swoją karierę piłkarską Kampamba rozpoczął w klubie Nkana FC. W sezonie 2011 zadebiutował w jego barwach w zambijskiej Premier League. W sezonie 2013 wywalczył mistrzostwo Zambii. W 2015 odszedł do egipskiego Wadi Degla SC. W sezonie 2015/2016 był wypożyczony do Lierse SK. W latach 2017–2022 grał w Nkana FC, w którym w 2018 zdobył Puchar Zambi, a w 2020 został mistrzem kraju. W 2022 przeszedł do Kansanshi Dynamos FC.

## Kariera reprezentacyjna
W reprezentacji Zambii Kampamba zadebiutował 29 listopada 2011 w wygranym 5:0 towarzyskim meczu z Indiami. W 2015 roku został powołany do kadry na Puchar Narodów Afryki 2015. Rozegrał na nim jeden mecz, z Demokratyczną Republiką Konga (1:1). Od 2011 do 2018 wystąpił w kadrze narodowej 20 razy i strzelił 5 goli.